# Philip Slone
Philip Slone (20 de janeiro de 1907 - 4 de novembro de 2003) foi um futebolista norte-americano. Ele competiu na Copa do Mundo de 1930, sediada no Uruguai, na qual os Estados Unidos terminou na terceira colocação dentre os treze participantes.